# 奇幻的旅程
《奇幻的旅程》由鄭繼和製作，2020年10月4日於八大娛樂台首播第一季，由郭彥均、徐瑋婷、張克帆、倪子鈞主持，從台灣出發的旅遊行腳節目，其中瑞芳、九份、台北地區也邀請到來賓賴薇如、宋米秦共同主持。第二季預計2021年9月份於東森超視台播出，並邀請張可昀、卓毓彤與倪子鈞共同主持。

## 節目資訊
| 頻道       | 播出時間       | 地點       | 主持人                 |
| ---------- | -------------- | ---------- | ---------------------- |
| 八大娛樂台 | 2020年10月4日  | 日月潭     | 郭彥均、徐瑋婷         |
| 八大娛樂台 | 2020年10月4日  | 台中       | 張克帆、徐瑋婷、倪子鈞 |
| 八大娛樂台 | 2020年10月11日 | 阿里山     | 張克帆、徐瑋婷         |
| 八大娛樂台 | 2020年10月11日 | 嘉義       | 張克帆、徐瑋婷         |
| 八大娛樂台 | 2020年10月18日 | 瑞芳、九份 | 徐瑋婷、賴薇如、宋米秦 |
| 八大娛樂台 | 2020年10月18日 | 台北       | 徐瑋婷、賴薇如、宋米秦 |
| 八大娛樂台 | 2020年10月25日 | 台南、高雄 | 徐瑋婷、張克帆         |
| 八大娛樂台 | 2020年10月25日 | 墾丁       | 徐瑋婷、張克帆         |

## 主題曲
王欣晨 - 奇幻的旅程 （页面存档备份，存于）